# Lennart Ahlgren
Lennart Ahlgren, född 1941, är en svensk civilingenjör och företagsledare.

## Biografi
Ahlgren påbörjade studier i teknisk fysik vid Lunds tekniska högskola (LTH) 1962. Efter civilingenjörsexamen påbörjade han forskarutbildning i byggnadsmateriallära och avlade teknologie doktorsexamen 1972. 
Han arbetade därefter först vid Gullfiber och sedan vid Perstorp AB. Han var verkställande direktör för Halmstads Järnverk i tre år, för Korsnäs AB från 1986 och därefter för Assi Domän från (det bolagets bildande) 1994 till 1999.
Den 1 januari 2005 tillträdde han posten som ståthållare inom Kungliga hovstaterna.
Ahlgren invaldes 1995 som ledamot av Ingenjörsvetenskapsakademien och 1997 som ledamot av Kungl. Skogs- och Lantbruksakademien. Han promoverades 1998 till hedersdoktor vid LTH. Han tilldelades 2011 HMK medalj av 12:e storleken. 
Han har varit ordförande i Världsnaturfondens styrelse och är numera hedersledamot i Förtroenderådet. Han har varit ordförande för Svenska Fäktförbundet och är numera hedersordförande i detta förbund. Sedan 2016 är han ordförande för Sveriges centralförening för idrottens främjande.